# Canica
Una canica es una pequeña esfera de vidrio, alabastro, cerámica, arcilla, metal, cristal, acero, piedra, mármol, madera o porcelana que se utiliza en diversos juegos infantiles. También se denomina así a algunos juegos en los que se utilizan las canicas. Estos juegos son prácticamente universales, y aunque existen muchas variantes, la esencia es casi siempre la misma: lanzar una o varias canicas para intentar aproximarse a otras o a agujeros objetivo. Cuando se gana una mano se suelen tomar las canicas del otro jugador o de los jugadores contrarios.
Además de como juego, las canicas son muy utilizadas para uso industrial, siendo principalmente utilizadas en el interior de los envases de aerosoles y en rodamientos.

## Otros nombres
Las canicas tienen una gran variedad de nombres alternativos. También reciben las denominaciones de tolonchas, bellugas, boliches, bolinchas, bolichas, bolitas, caicos, boles y caniques, cayucos, balitas, bochas, bolindres, pichas, pingos, pelotitas, polcas, bolas, piquis, polquitas, caniques, chivas, cincos, chibolas, bolillas, mosaicos, metras, balas, garbinches, brujos, bolondronas, corote, salva, tiros, cachinas, maras, mables, meblís, mollejones, pepitas, metras, cristalas, bolitas de uña, polcas, piquis, entre otros, según la zona y el país.

## Historia
Si bien no se conoce el verdadero origen de las canicas y son juegos tradicionales, su origen aparentemente se remonta hasta el Antiguo Egipto y la Roma Precristiana. En efecto, se han encontrado canicas presentes en la tumba de un niño egipcio de alrededor del año 3000 a. C. En Creta, por su parte, los niños jugaban con canicas hechas a partir de materiales preciosos. En la Antigua Roma era un juego infantil cuya popularidad se extendió hasta la Edad Media.
Otros materiales utilizados en la Antigüedad son los huesos de aceitunas, avellanas o castañas. Hasta a principios del siglo XX, algunas todavía eran hechas de piedra.
Además de como elemento lúdico, las canicas se han utilizado también en artesanía, como objetos de decoración.
En América, se cree que la costumbre de las canicas se extendió desde Europa. No obstante, también existen indicios que apuntan a que podrían haberse utilizado en la América precolombina. En Chile las canicas se introdujeron en el siglo XIX.
En 1953, Víctor Hugo «Tito» Chiarlo, antiguo trabajador de una cristalería Argentina de San Jorge, Provincia de Santa Fe, fundó junto a Domingo Vrech la fábrica de canicas Tinka, motivado por una máquina que llegó a la cristalería donde trabajaba, importada desde Italia. La empresa es la primera y única del rubro en Argentina, si bien desde la década de 1990 también existen canicas importadas desde China y México. Desde una producción inicial de 12 000 canicas diarias, al año 2013 la fábrica Tinka alcanzaba las 400 000 unidades por día.
A mediados del siglo XX, en el Valle del Cauca, Colombia, se jugaba con bolas de corozo grande o chiquito, y semillas chascaraíces, que más tarde fueron reemplazadas por canicas de cristal.

## Tipos

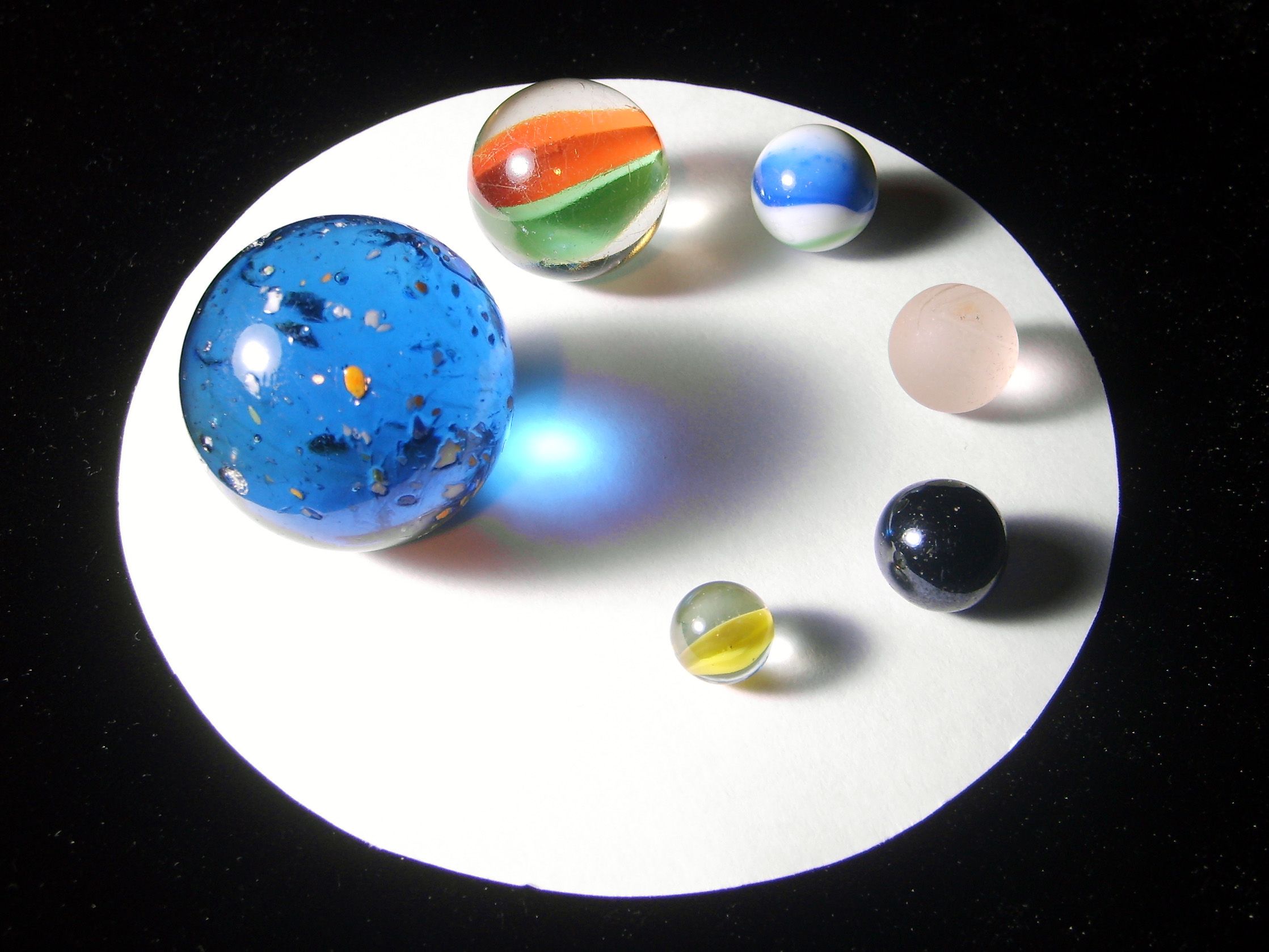
Canicas de diversos diseños y tamaños.

Existen muchos tipos de canicas, y reciben diversos nombres de acuerdo a la zona geográfica en que se encuentren, así como dependiendo de sus tamaños, diseños y colores. Algunos de estos tipos son los siguientes:

### Según su color y diseño
- Nombres según colores de banderas: por ejemplo, una "chilenita" es una canica de colores blanco, azul y rojo , una "alemana" es de color negro, amarillo y rojo, una "italiana" es de colores blanco, verde y rojo, una "bolivianita" es de colores rojo, amarillo y verde, una "venezolana", "ecuatoriana" o "colombiana", de colores amarillo, azul y rojo, etc.[3]
- Canica petrolera: de vidrio sin adornos interiores y con colores algo opacos.[1]
- China, mara[3] o lechita (Honduras): blancas, comúnmente de vidrio.[1]
- Jirafa: opaca de color canela con franjas naranjas, negras o marrones que la atraviesan.
- Galaxia: canica negra, por lo general con lentejuelas o motivos brillantes en su interior.
- Japonesa: de vidrio transparente en cuyo interior hay un espiral de colores vivos.[4]
- Martas: blancas con colores matizados.
- Ojos de gato: canicas de tamaño normal pero con un diseño amarillo en el centro como los ojos de un gato. También se les llama así a las bolitas más pequeñas de cristal.[2]
- Tirito: opaca y sin adornos.[1]
- Culin (Venezuela): opaca de un solo color.
- Trébol: transparente con tres pinceladas de color en su interior.[1]
- Agüita(México): transparentes de un solo color.
- Cebra (México): transparentes u opacas con rayas sinuosas paralelas a todo lo alto de la canica.
- Bombocha (México): cualquier canica de tamaño más grande al normal.
- Ponche (México): canica opaca de un solo color en apariencia más resistente o la canica preferida de un jugador.

Adicionalmente están las vergel, las ónix y los piojines.

### Según su material
- Agüita: de vidrio transparente y sin adornos, puede considerarse la canica de vidrio de menor valor.[1]
- Lechera (en Colombia, Ecuador, Honduras y Perú), lecherita o de leche (en Argentina[4] y Chile): aquellas cuyo interior parece estar hecho de sustancia lechosa.[4]
- Balín, acerito (Argentina), esfera (Colombia) o plomo (Venezuela): de metal o plomo.[1][3]
- Palomo (Chile): canica de mármol.[2]

### Según su tamaño
- Canica normal; de 16 milímetros de diámetro.[4]
- Polcón campana (Chile), a los bolones más grandes.[2]
- Polcón (Argentina, Chile, Puerto Rico y España),[1] tirimbola (Bolivia), polcón (Chile), terón, bolón, boloncho, bolinchón (Colombia); bolinchón (Costa Rica); bolondrón (Ecuador); chirolón o chibolón (El Salvador); canicón (España); chimbombón o chimbombola (Guatemala); bolonca (Honduras);[1] bombocha, macalota,[1] cacalota, cayuco, macana, posma, tonina (México); bochón (Uruguay), bolondrona o pepona (Venezuela), o piponcha: son las canicas más grandes, de 25 milímetros de diámetro.[4]
- Pepón (Chile) o bolancho[3] a las canicas más grandes de tamaño medio.[2]
- Pepita, chiripita (Guatemala), pique (Puerto Rico), tirito o chilindrina[2] (Chile) o pedito (México), pinguis, mollejones o mullos (Colombia): las canicas más pequeñas, aproximadamente de la mitad del tamaño de una normal. En Colombia también se clasifican de mayor a menor en superpota, pota, canica tradicional, esfera, pingua y minipingua.[3]

## Juegos
- El séquito, la choya, hoyito (México),[1] la meca (Colombia) o el bocholo (Colombia): se hace un agujero en el suelo, se tira por turnos intentando entrar en él. El jugador que consigue introducir la bola se queda con las canicas que estén a menos de un palmo de distancia del agujero. Los jugadores podrán optar también por alejar a sus oponentes tirando contra ellos. En Colombia el meter una canica en el agujero se llama «enmecar» o «embocholar» la canica.[3]

- La troya: se dibuja un círculo sobre la tierra y dentro de él se colocan las canicas apostadas. Los jugadores por turnos van lanzando sus bolitas hacia el círculo, buscando sacar las que están dentro de él, de modo de quedarse con ellas. Si una canica queda dentro del círculo, esta pasa a formar parte de las demás canicas que quedan por disputarse. El juego termina cuando todas las canicas han sido sacadas del círculo.[2]

- La cuarta: dos o más jugadores luchan, por turnos, por hacerse «cuartas» o «chitas» de sus bolitas debiendo pagar algunas de ellas cada vez que se consigue el objetivo. Existe una amplia variedad de términos y reglas que pueden usarse.[cita requerida]

- Triángulo o triangulito: Jugado al menos en Argentina[4] y Guatemala. Se dibuja un triángulo (con yeso cuando era en pavimento o con alguna varita si era en tierra) en el cual cada uno de los jugadores debe colocar una canica dentro, después se trata de sacar la mayoría de las canicas del mismo, con el cuidado que no lo maten a uno. En Venezuela esta forma de juego se conoce como la Troya.[cita requerida]

- Hoyitos: Jugado al menos en Argentina,[4] Guatemala y Venezuela:[7] se hacen tres pequeños agujeros («hoyitos») en la tierra, en los cuales se debe introducir la canica; después de introducir la canica en el primer hoyito se tiene el derecho de hacer cuarta. Para poder empezar a matar a los oponentes se tiene que introducir la canica en cada uno de los hoyitos, en orden y de ida y vuelta. El nombre de la última metida es «cómic».[7]

### Juegos por países
En Argentina:
- Chanta justa: se lanza la canica intentando hacerla chocar con otra que está en el suelo, sin que la lanzada toque antes el suelo.[4]
- Línea y caminata.[4]
- En un pedazo de tierra, generalmente el cuadrado de un árbol de la calle se hace un hoyo con un bolón. Desde afuera del cuadrado los jugadores lanzan una bolita por turno. La distancia al hoyo determina un nuevo turno. El jugador que "midió" más cerca del hoyo tiene derecho a jugar primero. Tomando la bolita con el interior del dedo índice y el exterior del pulgar (ñati), debe embocar la bolita en el hoyo, lo cual le da derecho a un nuevo tiro. Si luego acierta a pegarle a la bolita de otro jugador, lo elimina y se queda con la bolita. La acción de pegarle a otra bolita se llama "quema". La quema da derecho a otro tiro, aun antes de tener el hoyo. De este modo, un jugador puede eliminar a todos en una vuelta. Un solo hoyo vale para quemar a todas. Si la bolita perdida de otro jugador era su "puntera", este puede pagar con otra bolita. El límite de la cancha se llama "lazo". El rebote en el borde se llama "reple". Un hoyo o quema logrados después de un reple solo son válidos si antes se cantó "buen reple". Es válida la quema hecha al lanzar las bolitas al comienzo, pero ello no altera el derecho al turno que da la distancia del hoyo. Los turnos para lanzar de la primera vuelta se establecen mediante "cantos": "cola" lanza último, "ante-cola", penúltimo.

En Chile:
en Chile, aparte de juegos masificados en otros países como el de la cuarta o la troya, existen algunos otros:
- La ratonera: se busca lanzar las canicas dentro de una caja de cartón agujereada (por ejemplo, una caja de zapatos). Gana el jugador que logra poner más canicas dentro de la caja.[2]

En Colombia:
- El juego de gotera: es una variación de la meca que consiste en lanzar las canicas desde arriba, intentando hacerlas chocar con las que están en reposo sobre el suelo.[3]
- El juego del cuadro: se dibuja un cuadrado en el suelo y en él los jugadores «cazan» (apuestan) sus canicas y por medio de tiros al cuadrado y por turnos van sacándolas una a una.[3] Si la bola que se lanza queda dentro del cuadro se penaliza enviando la bola a un punto distante del cuadro y devolviendo las bolas que sacó del cuadro en ese último intento.
- La vuelta a Colombia: los jugadores hacen un recorrido en el suelo, como una pista, con distintos obstáculos (altibajos, túneles, hoyos, entre otros.) y alternando turnos lo van recorriendo con las canicas.[3]
- El quiebrahuesos o la ratonera: análogo a la versión chilena de la ratonera, solo que también suelen usarse dos ladrillos dejando un agujero entre ellos. El último en lograr atravesarlo debe poner el puño cerrado entre los ladrillos y recibe como castigo tiros en los nudillos con las canicas de sus compañeros.[3]

En México:
los juegos más populares son la choya, el cocol o rombo y el círculo.
- El cocol o rombo: si bien existen diversas variantes dependiendo de la región y las condiciones del terreno, las bases se mantienen. Sobre el suelo se dibuja un rombo llamado «cocol», y sobre su contorno se colocan canicas que son apostadas por los distintos jugadores. Como en el juego de la troya, el objetivo es lanzar por turnos canicas hacia el cocol, intentando sacar las canicas que están dentro de él. Quien logra sacar una o más canicas asume el rol de quien tiene «las vidas», y como tal puede eliminar a sus oponentes chitando su canica contra las de ellos, siempre que estas queden a menos de una cuarta de distancia. El juego lo gana el jugador que no es eliminado.[1]

Adicionalmente están la macateta (Ecuador), la matacocha (Guatemala),[cita requerida] la hueca y el pepe (Venezuela),[cita requerida] entre otros.
En Venezuela:
las canicas se conocen como metras. El juego tradicional consiste en hacer un hoyo en la tierra (con una chapa) y a cierta distancia una raya; un jugador trata de posicionar su metra en el hoyo, si lo logra pasa el otro jugador y este tendrá que intentar pegarle a la metra del jugador contrario, además el jugador que perdió la metra será eliminado; y así sucesivamente hasta que solo quede un jugador.

## Términos coloquiales
La cultura de las canicas ha desarrollado un amplio léxico coloquial, que varía dependiendo del país. Solo algunos términos empleados son los siguientes:
- Ahogado: condición que adopta una canica cuando cae dentro de una zona de penalización (comúnmente una marca sobre el suelo) y por tanto es perdida por su propietario, o bien este es penalizado por ella.[2]
- Boliches: (Islas Canarias, España) sinónimo de boliche.
- Canicas: (Perú), La canica más grande se denomina "Bolón" y las blancas se denomina "Canicas de leche"
- Chiras: (México), cuando la colisión sucede después de un rebote. Si en esta colisión se gana o elimina un contrincante se grita: "chiras pelas" el oponente perdedor responde "chiras ganas" o "chiras carambolas".
- Chitar: hacer colisionar una canica con otra.[2]
- Corris: usado en Colombia. Dejar correr la canica.[3]
- Cuarta o boche : medida tradicional en el juego de canicas, que corresponde a la distancia existente desde el dedo pulgar hasta el meñique de una mano extendida.[2] Es una medida variable que depende del tamaño de la mano del jugador que la realiza.
- Manugus: usado en Colombia. Cuando un niño se lleva todas las canicas y deja de jugar.[3]
- Ñati: Forma de tomar la bolita con la parte exterior del pulgar e interior del índice.
- Pegadora: canica favorita de un jugador, ya gastada por su frecuente uso.[4] En Argentina "puntera".
- Ruchar: (Venezuela) es un término que se utiliza cuando alguien juega, gana y se queda con todas las canicas de los demás jugadores. En Venezuela, a las canicas se les llama «metras», mientras que en la zona oriental del país, se les conoce culturalmente como «pichas».
- Tinca o tinka: en Argentina se utiliza como exclamación para festejar el golpe de una canica.[6]
- Tiro o tirito:[1] se llama así a la canica preferida de un jugador,[2] normalmente elegida como tal por alguna característica que la caracteriza, como su tamaño o la dureza del material con el cual está hecha.
- Tranquis: usado en Colombia. Cuando una canica está trancada entre otras.[3]